# Plaine des Papayes
Plaine des Papayes är en ort i Mauritius.   Den ligger i distriktet Pamplemousses, i den västra delen av landet, 13 km nordost om huvudstaden Port Louis. Plaine des Papayes ligger 68 meter över havet och antalet invånare är 7 617. Den ligger på ön Mauritius.
Terrängen runt Plaine des Papayes är huvudsakligen platt, men söderut är den kuperad. Havet är nära Plaine des Papayes åt nordväst. Runt Plaine des Papayes är det tätbefolkat, med 411 invånare per kvadratkilometer. Närmaste större samhälle är Port Louis, 13,2 km sydväst om Plaine des Papayes. Trakten runt Plaine des Papayes består till största delen av jordbruksmark.